# Miliusa velutina
Miliusa velutina là loài thực vật có hoa thuộc họ Na. Loài này được (Dunal) Hook. f. & Thomson mô tả khoa học đầu tiên năm 1855.